# 패자
패자(覇者, hegemon)는 패권주의적 국제관계에서 그 패권을 쥔 자를 말한다. 보통 패자라 하면 중국의 춘추시대에 동주 왕조 하의 제후들 중에서 패권을 잡은 이를 일컬으며, 이들을 춘추오패(春秋五覇)라고 한다.

## 개요
유교에서는 덕(德)으로써 천하를 다스리는 자를 왕자(王者)라고 했으며, 이와 대비되어 본인의 힘(力)으로 천하에 이름을 떨치는 군주는 패주(覇主)라고 했다. 패(覇)는 원래 혈연과 종법으로써 맺어진 제후들 가운데 최연장자를 의미하며，'백(伯)'처럼 맏이를 가리키는 말이었다. 흔히 역사에 패자로 알려진 춘추오패 또한 기록에서는 으레 오백(五伯) 또는 오후백(五侯伯)으로 기록된다.
초기에는 주 왕실을 이적(오랑캐)으로부터 지켜낸(존왕양이) 제후에게 패자의 칭호가 주어졌지만, 주 왕실의 권위가 실추된 뒤로 제후들끼리 모여(회맹) 맹주를 패자로 추대하게 되었다. 춘추 시대 최초의 패주는 제(齊)의 환공(桓公)이었는데, 제의 시조로 알려진 강여상은 주 무왕의 공신이기는 했지만 엄연히 주 왕조의 종실이 아닌 제후국의 군주일 뿐이었다. 재상 관중(管仲)의 보좌를 토대로 여러 차례 제후들을 규합해 회맹을 열었던 제 환공은 당시 융적의 침략에 시달리던 위(卫)와 형(邢)을 구원하고 초(楚)의 북진을 막았으며 아울러 주 왕실의 왕위 계승 문제를 중재하였는데, 이러한 제 환공의 행적을 역사에서는 "제후들을 규합하고 천하를 하나로 바로잡았다"(九合诸侯，一匡天下)고 칭하고 있다. 제 환공은 제후들의 회맹을 소집하고 그 회맹 자리에서 주 천자를 대표하는 자격으로써 출석하였으며, 이는 제의 패자로써의 자격을 한층 더욱 강화시켜 주었다.
그러나 제 환공이 죽은 뒤 제의 국력은 쇠퇴하였고, 패자로 자처하는 제후국들은 계속해서 나타났다.
제 환공 이후 송 양공(宋襄公), 진 문공(晋文公), 진 목공(秦穆公), 초 장왕(楚庄王) 등이 패자라 불렸으며, 이들 다섯 제후를 춘추오패라 부른다. 춘추오패에는 정 장공(鄭莊公), 오왕 합려(吴王阖闾), 오왕 부차(吳王夫差), 월왕 구천(越王勾践) 등의 제후를 포함시키기도 한다(춘추오패 항목 참고). 후세 학자들은 제왕이 패(霸)라 칭한 사례를 연구하면서 이러한 사례를 패도(霸道)라 칭하고, 왕도(王道)와는 상대되는 개념으로 규정지었다.

## 준패자 개념
어느 의견에서는 춘추오패를 제환공,진문공,초장왕을 포함시키고 둘을(송양공 진목공 또는 부차 구천)넣기 때문에 남은 두명은 준패자에 넣기도 한다. 어느 다른 의견에서는 시대를 잠깐 풍미했던 정 장공을 준패자로 넣기도 한다.